# Jorge Ubico
Jorge Ubico Castañeda (10 tháng 11 năm 1878 - 14 tháng 6 năm 1946), biệt danh Số Năm (dựa trên các chữ cái tên Jorge) hoặc Napoléon của Trung Mỹ, là nhà cai trị độc tài của Guatemala từ ngày 14 tháng 2 năm 1931 đến ngày 4 tháng 7 năm 1944. Là một tướng quân đội Guatemala, ông được bầu vào chức vụ tổng thống năm 1931, trong một cuộc bầu cử nơi ông là ứng cử viên duy nhất. Ông tiếp tục các chính sách của ông ta trước khi nhượng bộ cho United Fruit Company và các chủ đất giàu có, cũng như hỗ trợ thực tiễn lao động khắc nghiệt của họ. Ông bị phế truất trong cuộc nổi dậy vì dân chủ vào năm 1944, dẫn đến cuộc cách mạng Guatemala 10 năm.

## Những năm đầu

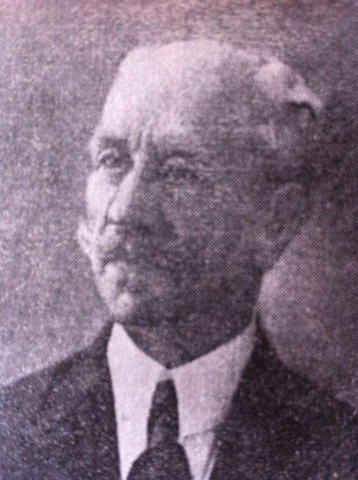
Arturo Ubico Urruela, cha của tướng Ubico.

Jorge Ubico là con trai của Arturo Ubico Urruela, một luật sư và chính trị gia của đảng Tự do Guatemala. Ubico Urruela là một thành viên của cơ quan lập pháp đã viết Hiến pháp Guatemala năm 1879 và sau đó là chủ tịch Quốc hội Guatemala trong chính phủ Manuel Estrada Cabrera (1898-1920). Jorge Ubico đã được dạy kèm riêng, và tham dự một số trường học uy tín nhất của Guatemala, cũng như tiếp nhận thêm giáo dục ở Hoa Kỳ và châu Âu.
Vào năm 1897 Ubico được phong thiếu úy trong quân đội Guatemala, một quân hàm phần lớn là nhờ các mối liên hệ chính trị của ông. Ông nhanh chóng khẳng định vị trí của mình trong quân đội và nổi lên qua hàng ngũ, và, sau một chiến dịch quân sự chống lại El Salvador, được phong quân hàm đại tá ở tuổi 28. Một năm sau, ông được làm thống đốc chính phủ của tỉnh của Alta Verapaz, sau đó bốn năm sau đó là thống đốc của Retalhuleu. Trong nhiệm kỳ của mình, ông giám sát cải tiến công trình công cộng, hệ thống trường học, y tế công cộng và các tổ chức thanh thiếu niên. Năm 1918, ông ta đã tháo dọn đầm lầy, ra lệnh khử trùng và phân phối thuốc miễn phí để chống lại dịch bệnh sốt vàng, và đã giành được lời khen ngợi của Tướng William C. Gorgas, người đã làm như vậy ở Panama. Tuy nhiên, phần lớn danh tiếng của ông đến từ hình phạt tàn nhẫn nhưng hiệu quả của ông về tội cướp bóc và buôn lậu qua biên giới Mexico. Ông trở lại thành phố Guatemala vào năm 1921 để tham gia vào cuộc đảo chính nhằm đưa Tổng Jose Orellana vào chức Chủ tịch, sau khi Chủ tịch Carlos Herrera y Luna từ chối phê chuẩn những nhượng bộ mà Estrada Cabrera đã đưa ra cho United Fruit Company. Dưới thời Orellana, ông được bổ nhiệm làm Bộ trưởng Chiến tranh năm 1922, nhưng đã bỏ một năm sau đó. Năm 1926, sau cái chết của Tổng thống Orellana, Ubico đã không thành công trong vai trò Chủ tịch Đảng Tiến bộ. Ông tạm thời nghỉ hưu để trang trại của mình cho đến kỳ bầu cử tiếp theo.

## Đảo chính

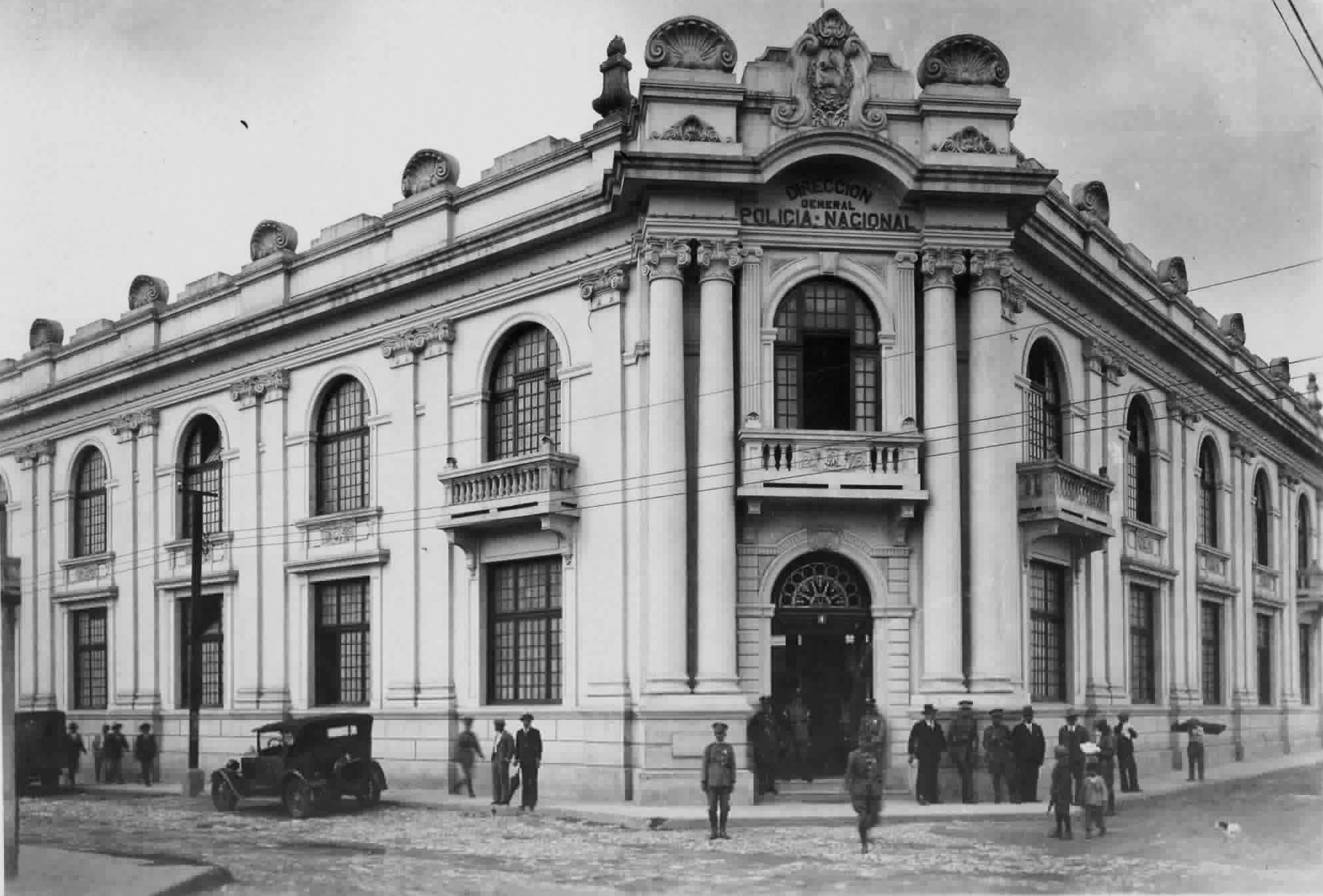
Trụ sở Cảnh sát Quốc gia trong chế độ tướng Ubico. Cảnh sát trưởng là đại tá Roderico Anzueto, bạn thân của tổng thống Ubico.

Vào tháng 12 năm 1930, Tổng thống Lazaro Chacón buộc phải từ chức sau khi bị đột quị. Vào thời điểm đó, Guatemala đang ở giữa Đại Suy thoái và phá sản; Người kế nhiệm Chacón, Baudilio Palma, đã bị lật đổ bởi một cuộc đảo chính sau bốn ngày làm việc và bị thay thế bởi Gral. Manuel María Orellana. Hoa Kỳ phản đối chính phủ mới và đòi Orellana từ chức; ông đã bị buộc phải rời ghế tổng thống trong sự ủng hộ của José María Reina Andrade.

### Bầu cử và chính quyền
Đảng Tự do liên minh với tiến bộ để đề cử Ubico là người kế nhiệm của Andrade, trong một cuộc bầu cử mà Ubico là ứng cử viên duy nhất vào cuộc bỏ phiếu. Tháng 2 năm 1931, ông được bầu với số phiếu 305.841 phiếu. Trong bài phát biểu khai mạc của mình, ông cam kết "diễu hành hướng tới nền văn minh". Một khi ông nhậm chức, ông bắt đầu chiến dịch hiệu quả, trong đó có cả những quyền lực độc tài.
Thông qua một lập trường ủng hộ Hoa Kỳ để thúc đẩy phát triển kinh tế và phục hồi từ trầm cảm, United Fruit Company dưới Ubico đã trở thành công ty quan trọng nhất ở Guatemala. Ông coi Guatemala là đồng minh thân thiết nhất của Hoa Kỳ tại Caribbean. Công ty nhận được miễn thuế nhập khẩu và thuế bất động sản từ chính phủ và kiểm soát nhiều đất hơn bất kỳ cá nhân hoặc nhóm nào khác. Nó cũng kiểm soát đường sắt duy nhất trong nước, cơ sở duy nhất có khả năng sản xuất điện, và các cơ sở cảng tại Puerto Barrios trên bờ biển Đại Tây Dương.
Vào ngày 18 tháng 9 năm 1934 Efraín Aguilar Fuentes, Juventino Sánchez, Humberto Molina Santiago đã bị tử hình trong Nhà tù quố gia Guatemala. Rafael Estrada Guilles và đại tá Luis Ortiz Guzmán. Tất cả đều bị buộc tội, tra tấn và hành quyết sau khi bị buộc tội lên kế hoạch âm mưu lật đổ Tổng thống Ubico Castañeda.
Trong cuốn sách của ông Paradox garden - El Jardín de las Paradojas, được viết vào năm 1935, nhà văn Guatemala, Efraín De los Ríos, đã buộc tội cảnh sát trưởng Roderico Anzueto Valencia về việc lập kế hoạch để loại bỏ các kẻ âm mưu giả mạo. Theo De los Ríos, đây là điều thực sự xảy ra:
Vào đầu tháng 9 năm 1934, khi Ubico thông báo một cuộc trưng cầu dân ý để xác định liệu ông có nên kéo dài nhiệm kỳ của mình trong vòng sáu năm nữa, luật sư
Efraín Aguilar Fuentes -Guatemala giám đốc bất động sản bất động sản-giám đốc-nghiêm túc đã từ chối ủng hộ của tổng thống. Khi Ubico triệu tập ông ta đến văn phòng tổng thống để phạt ông ta, Fuentes lạnh lùng trả lời rằng ông ta biết rằng Cảnh sát trưởng Anzueto Valencia đã chiếm mất tới hai mươi tài sản và do đó ông ta sẽ không ủng hộ tổng thống. Aguilar Fuentes không biết rằng, Anzueto Valencia chỉ là tên trong những hồ sơ tài sản đó và chủ sở hữu thực sự chính là Ubico. Trong những tuần tiếp theo, Anzueto Valencia lập một danh sách những người tham gia vào một âm mưu sai lầm để giết Ubico Castañeda, và trong số những người trong danh sách ông bao gồm Aguilar Fuentes. Tất cả mọi người trong danh sách đều bị bỏ tù, tra tấn và buộc phải thú nhận. "Confessions" của họ xuất hiện trong tờ báo bán chính thức "El Liberal Progresista".
De los Ríos đã bị tống giam khi chính phủ tìm hiểu về những cáo buộc mạnh mẽ này. Ông vẫn còn trong Quốc gia Penitenciary cho hầu hết các phần còn lại của Ubico của tổng thống.
Ubico coi mình như một "Napoleon khác". Ông ngưỡng mộ Napoleon Bonaparte cực kỳ và thích chụp ảnh của ông trong bộ đồng phục của ông ta. Mặc dù anh ta cao hơn và béo hơn anh hùng của mình, Ubico tin rằng anh ta giống Bonaparte, và biệt danh của anh là "Tiểu Napoleon của xứ nhiệt đới". Ông mặc trang phục hoành tráng và bao quanh bức tượng và bức tranh của Napoleon, thường xuyên bình luận về những điểm tương đồng giữa bề ngoài của họ. Ông đã quân sự hóa nhiều cơ quan chính trị và xã hội - bao gồm bưu điện, trường học và dàn nhạc giao hưởng - và đặt các sĩ quan quân đội phụ trách nhiều chức vụ của chính phủ. Ông thường xuyên đi khắp đất nước thực hiện "kiểm tra" trong trang phục mặc đồng phục theo sau bởi một hộ tống quân đội, một đài phát thanh di động, một nhà viết tiểu sử chính thức, và các thành viên nội các.
Trong khi tầng lớp trung lưu gia tăng đáng kể trong chế độ của Ubico, đặc điểm cơ bản của chế độ vẫn có tính cách siết lại và chế độ của ông chủ yếu hưởng lợi từ lớp địa chủ. Các tầng lớp trung lưu của đất nước, căm ghét chính phủ, sau đó đã tiến hành cuộc cách mạng dân chủ đã loại bỏ Ubico ra khỏi quyền lực.
Thời cai trị của Ubico được mô tả là độc tài toàn trị; John Gunther, người đã viếng thăm đất nước này trong năm 1941, mô tả Guatemala là "một quốc gia 100 phần trăm bị thống trị bởi một người đàn ông duy nhất." Added Gunther: "Ông ta [Ubico] có gián điệp và điệp vụ ở khắp mọi nơi, và biết kinh doanh riêng tư của mọi người ở một mức độ tuyệt vời. Không phải là một chiếc đinh bị rơi ở Guatemala mà ông ấy không biết". Guatemala under Ubico was likened to "a modern jail."
Tuy nhiên, Ubico được cả hai người bảo vệ và những người chống lại của ông ủng hộ vì sự toàn vẹn cá nhân của mình và hầu như loại bỏ tham nhũng ở Guatemala; bất cứ ai có tội tham nhũng đều bị xét xử "ngay lập tức" và "nghiêm khắc". Cái gọi là Luật Liêm khiết đã yêu cầu tất cả các quan chức công khai tuyên bố tài sản của họ trước khi nhậm chức và rời thôi chức vụ và luật này được thi hành một cách nghiêm khắc – và luật được thi hành nghiêm ngặt.

## Sách tham khảo
- Benz, Stephen Connely (1996). Guatemalan Journey. University of Texas Press. ISBN 978-0-292-70840-2.
- Bucheli, Marcelo (2008). Multinational Corporations, Totalitarian Regimes, and Economic Nationalism: United Fruit Company in Central America, 1899-1975. Quyển 50. tr. 433–454. doi:10.1080/00076790802106315. {{Chú thích sách}}: Đã bỏ qua |journal= (trợ giúp)
- Bucheli, Marcelo (2005). "Banana War Maneuvers". Harvard Business Review. Quyển 83 số 11. tr. 22–24. Bản gốc lưu trữ ngày 11 tháng 12 năm 2012. Truy cập ngày 19 tháng 10 năm 2017.
- Bucheli, Marcelo (Summer 2004). "Enforcing Business Contracts in South America: the United Fruit Company and the Colombian Banana Planters in the Twentieth-Century". Business History Review. Quyển 78 số 2. The President and Fellows of Harvard College. tr. 181–212. doi:10.2307/25096865. JSTOR 25096865.
- Bucheli, Marcelo (2006). "The United Fruit Company in Latin America: Business Strategies in a Changing Environment". Trong Jones, Geoffrey; Wadhwani, R. Daniel (biên tập). Entrepreneurship and Global Capitalism. Quyển 2. Cheltenham, England: Edward Elgar. tr. 342–383. Bản gốc lưu trữ ngày 6 tháng 10 năm 2014. Truy cập ngày 19 tháng 10 năm 2017.
- Bucheli, Marcelo (1997). "United Fruit Company in Colombia: Impact of Labor Relations and Governmental Regulations on its Operations, 1948-1968". Essays in Economic and Business History. Quyển 15. tr. 65–84.
- Bucheli, Marcelo (2006). "United Fruit Company". Trong Geisst, Charles (biên tập). Encyclopedia of American Business History. London, England: Facts on File. ISBN 978-0-8160-4350-7.
- Bucheli, Marcelo (2004). "United Fruit Company". Trong McCusker, John (biên tập). History of World Trade Since 1450. New York: Macmillan.
- De los Ríos, Efraín (1948). Ombres contra Hombres (bằng tiếng Tây Ban Nha) (ấn bản thứ 3). Mexico, D.F.: Fondo de cultura de la Universidad de México.
- Díaz Romeu, Guillermo (1996). "Del régimen de Carlos Herrera a la elección de Jorge Ubico". Historia general de Guatemala. 1993-1999 (bằng tiếng Tây Ban Nha). Quyển 5. Guatemala: Asociación de Amigos del País, Fundación para la Cultura y el Desarrollo. tr. 37–42. Bản gốc lưu trữ ngày 12 tháng 1 năm 2015. Truy cập ngày 19 tháng 10 năm 2017.
- Gleijeses, Piero (1992). Shattered hope: the Guatemalan revolution and the United States, 1944-1954. Princeton University Press. ISBN 978-0-691-02556-8.
- Grandin, Greg (2000). The blood of Guatemala: a history of race and nation. Duke University Press. ISBN 978-0-8223-2495-9.
- Forster, Cindy (2001). The Time of Freedom: Campesino Workers in Guatemala's October Revolution. University of Pittsburgh Press. ISBN 9780822941620.
- Fried, Jonathan L. (1983). Guatemala in rebellion: unfinished history. Grove Press. tr. 52.
- Friedman, Max Paul (2003). Nazis and good neighbors: the United States campaign against the Germans of Latin America in World War II. Cambridge University Press. tr. 82–83. ISBN 9780521822466.
- Immerman, Richard H. (1983). The CIA in Guatemala: The Foreign Policy of Intervention. University of Texas Press. ISBN 9780292710832.
- Jonas, Susanne (1991). The battle for Guatemala: rebels, death squads, and U.S. power (ấn bản thứ 5). Westview Press. ISBN 978-0-8133-0614-8.
- Krehm, William (1999). Democracies and Tyrannies of the Caribbean in 1940s. COMER Publications. ISBN 9781896266817.
- Loveman, Brian; Davies, Thomas M. (1997). The Politics of antipolitics: the military in Latin America . Rowman & Littlefield. ISBN 978-0-8420-2611-6.
- Martínez Peláez, Severo (1990). La Patria del Criollo (bằng tiếng Tây Ban Nha). México: Ediciones En Marcha. tr. 858.
- McCreery, David (1994). Rural Guatemala, 1760-1940. Stanford University Press. ISBN 9780804723183.
- Nuestro Diario (ngày 14 tháng 12 năm 1930). "Noticias de primera plana". Nuestro Diario (bằng tiếng Tây Ban Nha). Guatemala.
- Nuestro Diario (ngày 8 tháng 2 năm 1931). "Noticias de primera plana". Nuestro Diario (bằng tiếng Tây Ban Nha). Guatemala.
- Paterson, Thomas G.; và đồng nghiệp (2009). American Foreign Relations: A History, Volume 2: Since 1895. Cengage Learning. ISBN 0547225695.
- Rabe, Stephen G. (1988). Eisenhower and Latin America: The Foreign Policy of Anticommunism. Chapel Hill: University of North Carolina Press. ISBN 9780807842041.
- Shillington, John (2002). Grappling with atrocity: Guatemalan theater in the 1990s. Fairleigh Dickinson University Press. tr. 38–39. ISBN 9780838639306.
- Streeter, Stephen M. (2000). Managing the counterrevolution: the United States and Guatemala, 1954-1961. Ohio University Press. ISBN 978-0-89680-215-5.
- Time (ngày 29 tháng 12 năm 1930). "Wrong horse No. 2". Time magazine. United States. Bản gốc lưu trữ ngày 4 tháng 1 năm 2013. Truy cập ngày 19 tháng 10 năm 2017.
- Time (ngày 12 tháng 1 năm 1931). "We are not amused". Time magazine. United States. Bản gốc lưu trữ ngày 15 tháng 12 năm 2008. Truy cập ngày 19 tháng 10 năm 2017.
- Time (ngày 20 tháng 4 năm 1931). "Died. General Lazaro Chacon, 56, President of Guatemala". United States. Bản gốc lưu trữ ngày 12 tháng 8 năm 2013. Truy cập ngày 19 tháng 10 năm 2017.